# Swadhjaja
Swadhjaja (sanskryt स्वाध्याय , svādhyāya) – praktyka hinduistyczna o charakterze medytacyjnym. Polega na  indywidualnym studiowaniu, lub również na recytowaniu i studiowaniu dzieł religijnych, w szczególności traktujących o wyzwoleniu. Swadhjaja pojmowana jest również jako praktyka mantr, z dążeniem do wnikania w ich religijne znaczenie.